# Bernadette (musique québécoise)
Pour les articles homonymes, voir Bernadette.
 (octobre 2013).
Si vous disposez d'ouvrages ou d'articles de référence ou si vous connaissez des sites web de qualité traitant du thème abordé ici, merci de compléter l'article en donnant les références utiles à sa vérifiabilité et en les liant à la section « Notes et références ».
Bernadette est un groupe québécois de musique folk-populaire-festive, avec des accents traditionnels. Le nom du groupe a été inspiré par la grand-mère du chanteur.

## Membre du groupe
- Francis Farley-Lemieux (paroles, musique, voix, guitare acoustique, harmonica)
- Étienne Miouse (guitare électrique, douze cordes, banjitare, voix, piano, trombone) (depuis 2008)
- Amélie Poirier-Aubry (accordéon, voix, piano) (depuis 2008)
- Pascal Poirier (basse)
- Tristan Forget-Brisson (batterie) (depuis 2011)

## Anciens membres
- Andréanne Lefèbvre (2004-2008)
- Julien Deraiche (2004-2008)
- Patrick Nadeau (2004-2011)

## Spectacle
À deux reprises (2006 et 2009), le groupe a été sélectionné pour jouer lors du plus gros spectacle du nouvel an de Montréal, le grand bal du nouvel an.

## Albums

### Bernadette (2007-2009)
| No  | Titre                   | Durée |
| --- | ----------------------- | ----- |
| 1.  | Mon karma               | 3:52  |
| 2.  | L'eau lève              | 2:33  |
| 3.  | Chanson d'amour         | 3:08  |
| 4.  | Tenir ce qui nous tiens | 2:47  |
| 5.  | Quand l'amour s'en mêle | 3:07  |
| 6.  | Du poison au cœur       | 4:02  |
| 7.  | Le lenteur              | 4:06  |
| 8.  | Chanson pour Maroussia  | 4:04  |
| 9.  | La datcha               | 2:53  |
| 10. | Tes enfants avant moi   | 3:07  |
| 11. | Mélodrame collectif     | 3:40  |
| 12. | Dans ton cœur           | 3:46  |

### L'amour est un fusil (2011)
| No  | Titre                   | Durée |
| --- | ----------------------- | ----- |
| 1.  | La mouche               | 03:01 |
| 2.  | 2h22                    | 03:01 |
| 3.  | Leilu                   | 03:37 |
| 4.  | L'amour est un fusil    | 03:30 |
| 5.  | N'importe où            | 03:14 |
| 6.  | Jamais les gens         | 03:54 |
| 7.  | Solitaire               | 04:22 |
| 8.  | Terre de soif           | 03:13 |
| 9.  | Le temps que je seconde | 03:36 |
| 10. | Déjà dire que je t'aime | 04:22 |
| 11. | Tranquille tempête      | 04:49 |